# Éblouissement

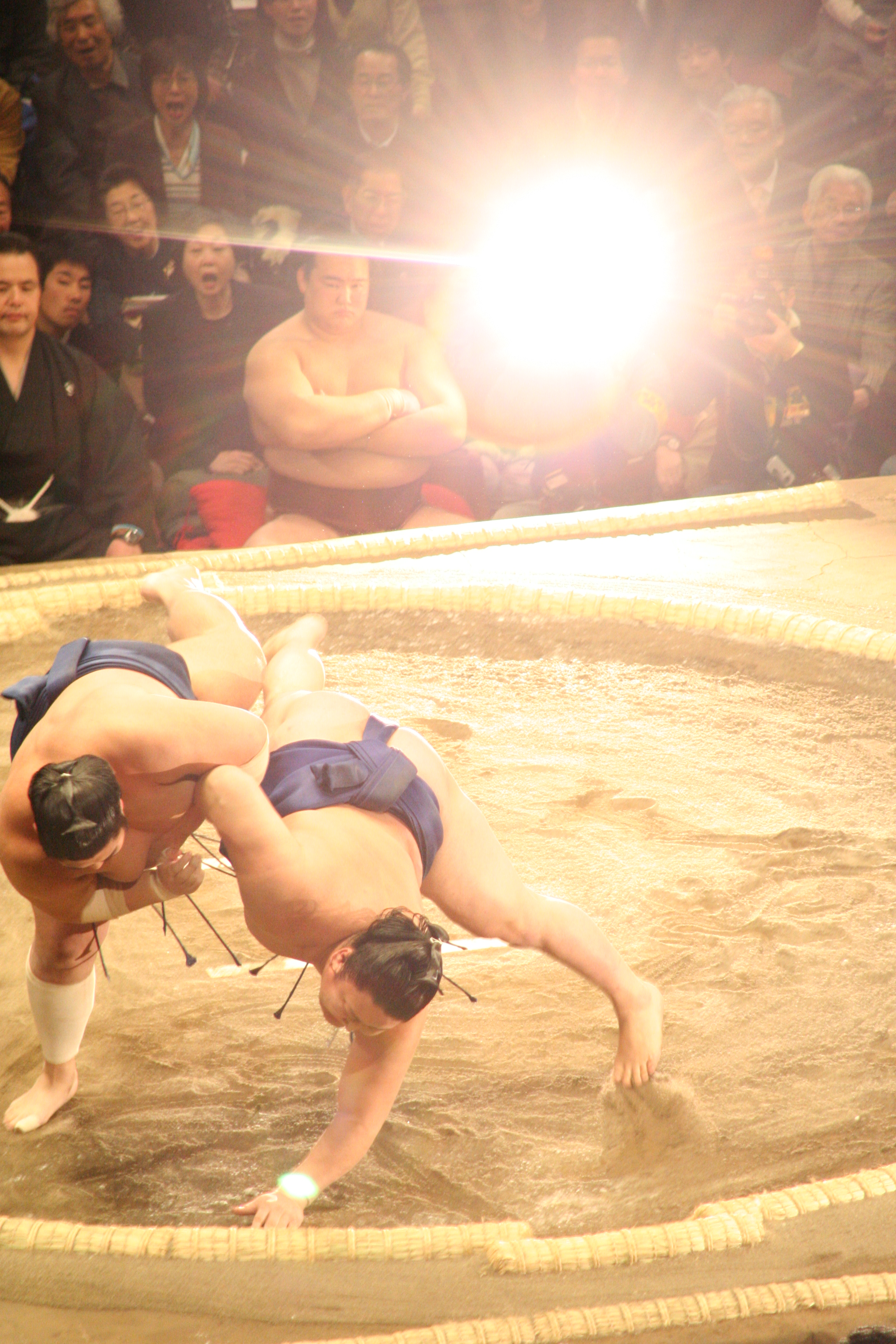
Éblouissement causé par un flash d'appareil photo lors d'un combat de Sumo.

L'éblouissement est la difficulté à voir en présence de lumière vive, telle que l'exposition à la lumière du soleil (directe ou indirecte) ou d'une forte lumière artificielle, par exemple les phares d'une voiture dans la nuit. 
Il est causé par la différence significative de luminance entre la focalisation visuelle et la source de lumière vive. L'angle entre l'observation et la source lumineuse, ainsi que l'adaptation de l’œil à cette luminosité sont des facteurs pouvant avoir un impact significatif sur le ressenti de cet éblouissement.

## Éblouissement par excès de luminosité
Les niveaux de luminosité excessifs perturbent la vision et provoquent un inconfort avant que ne surviennent des atteintes à la rétine, à la limite supérieure du domaine de vision photopique, pour des objets d'une luminance de l'ordre de 10 000 cd/m2.

## Éblouissement inconfortable et éblouissement perturbateur
On distingue généralement deux types d'éblouissement, l'éblouissement inconfortable et l'éblouissement perturbateur.
L'éblouissement inconfortable se présente comme le désir instinctif de détourner le regard d'une forte source lumineuse, ou comme une difficulté à observer un élément en sa présence. L'éblouissement perturbateur, quant à lui, empêche la vision correcte d'un élément sans nécessairement causer un inconfort. On peut par exemple se trouver dans cette situation en conduisant en direction de l'ouest au moment du coucher du soleil.
Dans la plupart des cas, la réflexion de la lumière à l'intérieur du globe oculaire cause l'éblouissement perturbateur. Elle détermine — comme dans un appareil photographique le flare — une réduction du contraste entre l'élément observé et la source de l'éblouissement, jusqu'au point où la distinction entre l'élément et la source est totalement impossible.

## Réduction de la visibilité

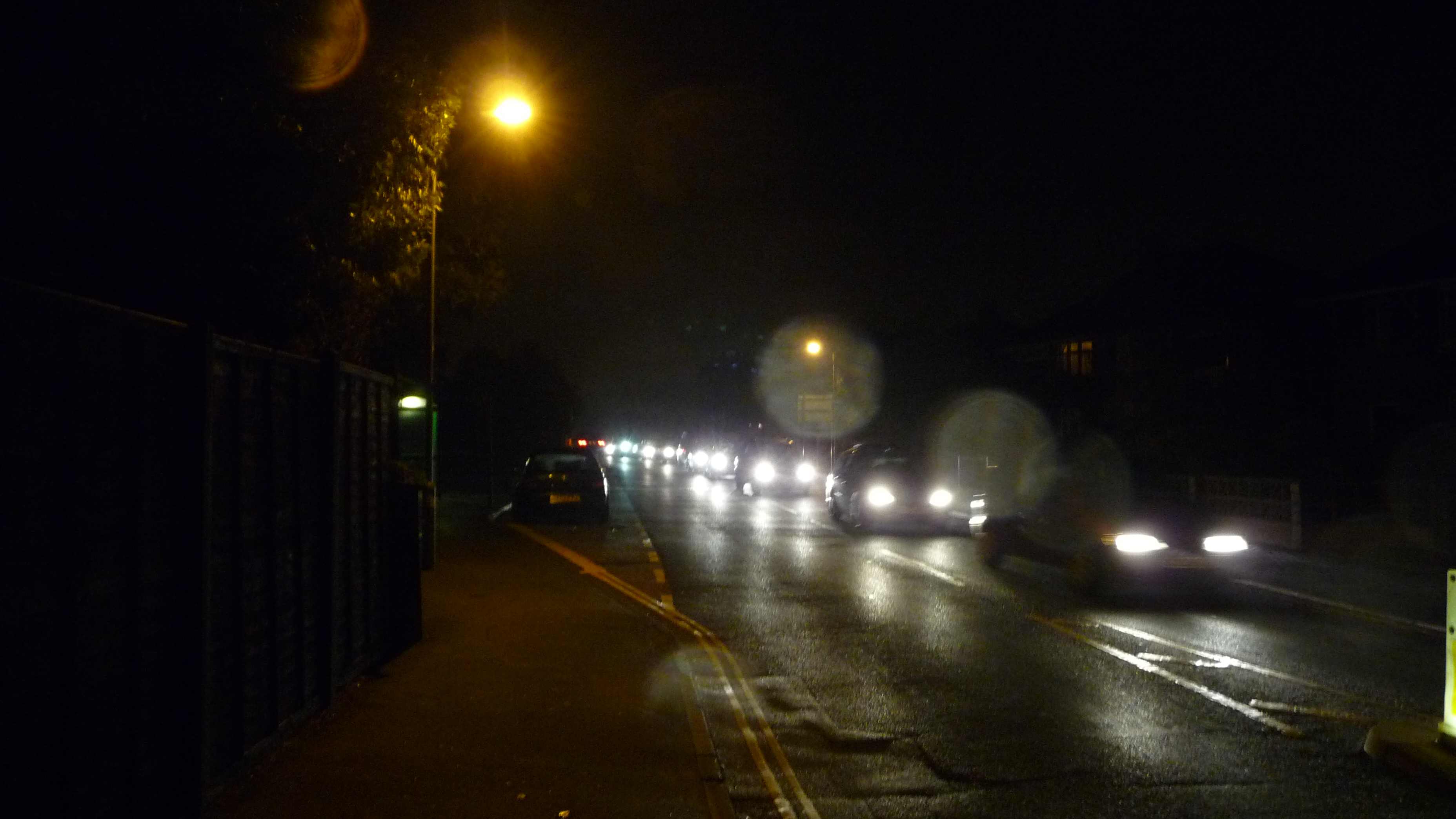
Exemple de situation dans laquelle l'éblouissement peut être problématique, si la capacité à déterminer la distance ainsi que la vitesse des voitures qui passent est réduite.

L'éblouissement peut réduire la visibilité de plusieurs façons :
- en réduisant la luminosité générale de la scène observée, à cause de l'adaptation visuelle ;
- en réduisant le contraste du reste de la scène observée,
  - à cause de la diffusion de la lumière dans l’œil,
  - en diffusant la lumière dans des particules en suspension dans l'air (par exemple, lorsque les phares d'une voiture illuminent le brouillard proche du véhicule, empêchant de voir à une plus grande distance).

On distingue l'éblouissement direct, que provoque des sources lumineuses puissantes dans le champ visuel, particulièrement si elles sont proches de l'objet observé de l'éblouissement par réflexion.
On porte souvent des lunettes de soleil pour diminuer l'éblouissement, celles avec des verres polarisés étant conçues spécifiquement pour limiter l'éblouissement causé par la réflexion de la lumière sur des surfaces non-métalliques telles que l'eau, les papiers glacés ou encore les surfaces peintes. Un traitement anti-reflets sur des lunettes de vue réduit également l'éblouissement de manière générale.

## Mesure
L'éblouissement est typiquement mesuré avec un luxmètre ou caméra de luminosité, lesquels sont tous deux capables de mesurer la luminosité d'objets compris dans de faibles angles solides. L'éblouissement d'une scène, c'est-à-dire du champ visuel, est alors calculé à partir de données de le luminosité en tout point de la scène.
La Commission internationale de l'éclairage (CIE) définit l'éblouissement ainsi :

« condition de vision dans laquelle il est constaté une gêne ou une réduction de l'aptitude à distinguer des détails ou des objets, par suite d'une répartition ou plage défavorable de la luminance ou de contrastes de luminance excessifs. »

La CIE recommande la mesure UGR (Unified Glare Rating) comme mesure quantitative de l'éblouissement. D'autres méthodes de calcul de l'éblouissement sont : CIBSE Glare Index, IES Glare Index et Daylight Glare Index (DGI).

### UGR
La norme UGR est une mesure de la luminosité dans un environnement donné, proposé par Sorensen en 1987 et adoptée par la CIE. C'est essentiellement le logarithme de l'éblouissement de toutes les lampes visibles, divisée par la luminosité d'arrière-plan  {\displaystyle L_{b}}:
{\displaystyle {\text{UGR}}=8\log {0.25 \over L_{b}}\sum _{n}{\Bigl (}L_{n}^{2}{\omega _{n} \over p_{n}^{2}}{\Bigr )}}
où {\displaystyle \log } est le logarithme en base 10, {\displaystyle L_{n}} est la luminance de la n-ième source, {\displaystyle \omega _{n}} est l'angle solide de la source lumineuse vue par l'observateur et {\displaystyle p_{n}} est l'indice de position de Guth, qui dépend de la distance par rapport à la direction du regard de l'observateur.

## Éblouissement et longueur d'onde
La sensibilité de l'œil dépend de la longueur d'onde de la lumière. Une même puissance lumineuse ne provoque pas le même effet selon la longueur d'onde — donc selon la couleur, mais cette dernière formulation est imprécise car une même couleur peut correspondre à différents mélanges de longueurs d'onde.
C'est par exemple pour cette raison que, de 1936 à 1993, la loi imposait aux automobiles françaises d'avoir des phares jaunes pour éviter l'éblouissement.